# Peerds
Peerds is een gehucht van Sint-Pieters-Voeren in de gemeente Voeren. Het gehucht ligt in het Voerdal en ligt op de heuvel als men de weg bij Drink links naar boven gaat. De naam komt van Peerdskerkhof. Neemt men de weg rechts dan komt men via Brabant in Rullen uit. 
Het gehucht bestaat uit een paar huizen en een boerderij aan Peerds 8, van iets vóór 1854. De dwarsschuur en de stal zijn uitgevoerd in silexblokken.
Deelgemeenten: 's-Gravenvoeren · Moelingen · Remersdaal · Sint-Martens-Voeren · Sint-Pieters-Voeren · Teuven

Overige kernen: Berg · Drink · Gieveld · Hagelstein · Ketten · Knap · Krindaal · Nurop · Obsinnich · Peerds · De Plank · Reesberg · Rullen · Schilberg · Schophem · Schoppemerheide · Sinnich · Snauwenberg · Stroevenbos · Swaan · Ulvend · Veld · Veurs

Belgische gemeenten · Arrondissement Tongeren · Limburg · Vlaanderen